# Condé-sur-l'Escaut
Condé-sur-l'Escaut là một xã của tỉnh Nord, thuộc vùng Hauts-de-France, miền bắc nước Pháp.